# 葡萄糖二酸
葡萄糖二酸（或 ）是一种化学式为HOOC-(CHOH)4-COOH的多羟基二酸，是己醛糖形成的醛糖二酸之一，可由硝酸氧化葡萄糖合成。